# Chang Yani
Chang Yani, född 7 december 2001, är en kinesisk simhoppare.

## Karriär
Chang blev världsmästare i den synkroniserade tremeterssvikten tillsammans med Shi Tingmao vid världsmästerskapen i simsport 2017.
I juli 2022 vid VM i Budapest tog Chang guld tillsammans med Chen Yiwen i den synkroniserade tremeterssvikten. Hon tog även brons individuellt i tremeterssvikten.
I februari 2024 vid VM i Doha tog Chang både individuellt guld i hopp från tremeterssvikten samt sitt tredje raka VM-guld tillsammans med Chen Yiwen i parhopp från tremeterssvikten.